# The War of the Jewels
The War of the Jewels ("La guerra dei Gioielli") è l'undicesimo volume, inedito in Italia, della raccolta La storia della Terra di Mezzo, nella quale Christopher Tolkien analizza i manoscritti inediti di suo padre, J. R. R. Tolkien. È il secondo di due volumi (il primo è Morgoth's Ring) che raccolgono diverse stesure alternative di brani presenti nel Silmarillion.

## Contenuto
Questo libro include:
1. La seconda parte delle revisioni datate 1951 del Silmarillion.
2. Un resoconto dettagliato dei Grey Annals ("Annali Grigi"); la storia del Beleriand dopo l'avvento degli Elfi.
3. Ulteriori racconti su Húrin e la tragedia dei suoi figli (vedi Narn i Chîn Húrin). The Wanderings of Húrin ("I Vagabondaggi di Húrin") rappresenta la conclusione della vicenda, ma non venne inserita nella versione finale del Silmarillion, perché Christopher Tolkien ritenne troppo difficile il lavoro che sarebbe stato necessario per rendere coerente e coeso il testo nel suo insieme e credette che il risultato sarebbe stato troppo complesso e di difficile lettura.
4. La spiegazione di Christopher Tolkien di come lui e lo scrittore fantasy Guy Gavriel Kay abbiano redatto il capitolo 22 del Quenta Silmarillion, visto che in effetti Tolkien non ha lasciato testi inediti utili allo scopo.
5. Quendi and Eldar ("Quendi ed Eldar"); un breve saggio che discute dettagliatamente il Risveglio degli Elfi al Lago di Cuiviénen (Cuivienyarna) e la loro suddivisione.
6. Una dissertazione di Tolkien riguardo all'origine degli Ent e delle grandi Aquile.